# Samsung Galaxy Note 4
Pour les articles homonymes, voir Samsung Galaxy Note.
Le Samsung Galaxy Note 4, successeur du Note 3, est un smartphone de type phablette sous Android développé et produit par Samsung. Il fait partie de la gamme Galaxy Note.
Le Galaxy Note 4 a été dévoilé lors d'une conférence de presse Samsung à l'IFA de Berlin le 3 septembre 2014. Sa commercialisation a débuté en octobre 2014.

## Caractéristiques techniques
Le Samsung Galaxy Note 4 dispose d'un écran 2560×1440 Quad HD (QHD) Super AMOLED de 5,7 pouces protégé par un verre Gorilla Glass 4.  
L'écran a une densité de pixels de 518 ppp (pixels par pouce) ; le Note 4 est livré en deux variantes : l'une utilisant un Snapdragon 805 quad-core 2,7 GHz couplé avec un GPU Adreno 420, l'autre version est alimentée par le processeur maison Exynos ARMv8 Octa 7 avec quatre cœurs Cortex- A57 à 1,9 GHz et quatre cœurs Cortex- A53 à 1,3 GHz. Ce dernier qui utilise le même groupe de processeurs que le Galaxy Note 3 vise les marchés qui utilisent principalement la 3G (telle que HSUPA et HSPA) et/ou la 2G. 
Le Note 4 est le premier smartphone de Samsung majeur à avoir un cadre en aluminium après l'essai du Galaxy Alpha, il possède également un dos en faux cuir légèrement différent de celui du Galaxy Note 3.
Le Note 4 dispose d'un port USB 2.0 en lieu et place du port USB 3.0 des Note 3 et S5. Le port USB 3.0 est remplacé par un USB 2 et par la fonctionnalité appelée Fast Charge pouvant théoriquement recharger le téléphone de 0 % à 50 % en 30 minutes et de 0 % à 100 % en moins de 100 minutes.  
Il dispose de certains capteurs uniques, tel qu'un capteur UV, un moniteur de fréquence cardiaque et un oxymètre entre autres ainsi que des capteurs plus courants comme celui de proximité. 
Le Galaxy Note 4 possède également un stylet, le stylet S Pen qui est capable de se loger dans l'appareil permet d'écrire, de dessiner ou encore de faire des actions avec un simple survol de l'écran.
Le smartphone, en particulier la version équipée du processeur Snapdragon, est connu pour un défaut sur sa puce eMMC pouvant rendre l'appareil inutilisable pendant ou après sa période de garantie. La firme a été l'objet d'une "class action" aux États-Unis .

## Galaxy Note Edge
Le Samsung Galaxy Edge est une variante du Samsung Galaxy Note 4 équipée d'un écran incurvé au niveau de son bord droit.